# 龙脉
龍脈是風水學中的一個重要概念。根据《雪心赋正解》：「龙者，山之行度，起伏转折，变化多端，有似于龙，故以龙明之。」所以龙脉是用於表示山脈的走向、起伏、轉折、變化等现象，並從而推斷出某地點地理位置的好壞。

## 外部連結
- 龍脈 - 馬來西亞易經網
- 台灣風水尋龍記 （页面存档备份，存于）